# Puppets (film, 1916)
Pour les articles homonymes, voir Puppets (homonymie).
Pour plus de détails, voir Fiche technique et Distribution.
Puppets est un film américain réalisé par Tod Browning, sorti en 1916.

## Synopsis
Adaptation moderne de l'histoire de Pierrot et Colombine.

## Fiche technique
- Titre français : Puppets
- Réalisation : Tod Browning
- Scénario : Tod Browning et Irving Weil
- Pays d'origine :  États-Unis
- Format : Noir et blanc - 1,33:1 - Film muet
- Genre : Court métrage, Film dramatique
- Date de sortie : 1916

## Distribution
- DeWolf Hopper : Pantalon
- Jack Brammall : Arlequin
- Robert Lawler : Clown
- Pauline Starke : Columbine
- Kate Toncray : la veuve
- Max Davidson : Scaramouche